# Паспорт (техніка)
Паспорт у техніці — експлуатаційний документ, який засвідчує гарантовані підприємством-виробником основні параметри і характеристики (технічні властивості) виробу, та містить гарантійні зобов'язання, дані з його сертифікації та відомості про утилізування виробу.
Паспорт (на виріб) — виробничо-практичне видання, що містить основні відомості про устатковання, прилади чи предмети господарського вжитку.
Код документа за міждержавним стандартом ДСТУ ГОСТ 2.601:2006 — ПС.

## Призначення
Документ складають на вироби, щодо яких обсяг необхідних для експлуатації даних та основних показників незначний, і впродовж експлуатації не має потреби вносити відомості про значення та/або підтвердження цих показників.

## Вимоги до впорядкування
Паспорт на виріб містить титульний аркуш, і за всяких умов, складається з таких розділів:
- основні відомості про виріб та технічні дані;
- комплектність;
- ресурси, строки служби та зберігання і гарантії виробника (постачальника);
- консервація;
- свідоцтво про пакування;
- свідоцтво про приймання;
- рух виробу при експлуатації (за необхідності);
- ремонт та облік роботи за бюлетенями і вказівками (за потреби);
- примітки щодо експлуатації та зберігання (за необхідності);
- відомості щодо захоронення або переробки;
- особливі позначки;
- відомості про ціну та умови придбання виробу.